# 今井正雄
今井 正雄（いまい まさお、1914年12月17日 - 没年不明）は、日本の経営者。明電舎社長、会長を務めた。京都府出身。

## 経歴
1939年に東京帝国大学経済学科を卒業し、同年に住友電気工業に入社。1962年11月に東海ゴム工業常務、1964年11月に同社専務、1965年5月に明電舎常務、1967年11月に住友電気工業取締役、1968年5月に同社常務、1972年11月に明電舎専務を経て、1974年11月には明電舎副社長に就任し、1977年6月には社長に昇格。1984年6月には会長に就任し、1991年6月から相談役を務めた。
1982年4月に藍綬褒章を受章し、1987年11月に勲三等旭日中綬章を受章。